# 1804 w literaturze
Wydarzenia literackie w 1804 roku.

## Nowe książki
- zagraniczne
  - Sophie Ristaud Cottin – Malvina
  - Maria Edgeworth – Popular Tales
  - Rachel Hunter – The Unexpected Legacy
  - William Henry Ireland – The Sepulchral Summons
  - Mary Meeke – Amazement

## Nowe dramaty
- zagraniczne
  - Friedrich Schiller – Wilhelm Tell

## Nowe poezje
- zagraniczne
  - William Blake – Jeruzalem

## Nowe prace naukowe
- zagraniczne
  - Johann Hermann – Tabula affinitatum animalium... cum annotationibus ad historiam naturalem animalium augendam facientibus. Observationes zoologicae quibus novae complures

## Urodzili się
- 1 lipca – George Sand, francuska pisarka (zm. 1876)
- 4 lipca – Nathaniel Hawthorne, amerykański pisarz (zm. 1864)
- 18 grudnia – Aleksander Jełowicki, polski pisarz, poeta, tłumacz i wydawca (zm. 1877)
- 28 grudnia – Stanisław Bogusławski, polski komediopisarz (zm. 1870)

## Zmarli
- 12 lutego – Immanuel Kant, niemiecki filozof (ur. 1724)
- 3 kwietnia – Jędrzej Kitowicz, polski historyk i pamiętnikarz (ur. 1728)
- 3 maja – Celestyn Czaplic, polski polityk i poeta (zm. 1723)